# 圣洛伦茨
圣洛伦茨是奥地利上奥地利州弗克拉布鲁克县的一个市镇。总面积23平方公里，总人口2117人，人口密度92.0人/平方公里（2005年）。